# Soul Punk
Soul Punk je debi studijski album američkog glazbenika Patrick Stumpa. Album je službeno izdan 18. listopada 2011. Stumpov solo projekat je službeno otkriven u siječnju 2010. i kasnije je nazvan Soul Punk. To je njegov prvi veliki glazbeni projekt otkad su Fall Out Boy najavili stanku. Album je zakazan za 18. listopada 2011. preko izdavača Island Recordsa. Stump je službeno najavio datum izlaska 25. srpnja preko Twittera i vlastitog bloga. Pjesma "Explode" s albuma je u promotivne svrhe 6. svibnja 2011. stavljena na internet.
Prvi singl s albuma "This City" je izdan 26. srpnja 2011. Video spot za pjesmu je napravljen 20. rujna 2011. a svoje vokale za pjesmu je posudio i rapper Lupe Fiasco.

## Popis pjesama
Sve pjesme je napisao, skladao i producirao Patrick Stump, osim remiksa pjesme This City.
| Br. | Skladba                                             | Trajanje |
| --- | --------------------------------------------------- | -------- |
| 1.  | »Explode«                                           | 3:23     |
| 2.  | »This City«                                         | 3:40     |
| 3.  | »Dance Miserable«                                   | 3:33     |
| 4.  | »Spotlight (New Regrets)«                           | 3:19     |
| 5.  | »The "I" in Lie«                                    | 4:25     |
| 6.  | »Run Dry (X Heart X Fingers)«                       | 8:25     |
| 7.  | »Greed«                                             | 4:11     |
| 8.  | »Everybody Wants Somebody«                          | 4:21     |
| 9.  | »Allie«                                             | 3:38     |
| 10. | »Coast (It's Gonna Get Better)«                     | 3:40     |
| 11. | »This City [Remix] (ft. Lupe Fiasco, bonus pjesma)« |          |

| 12. | »Bad Side of 25«                 | 5:24 |
| 13. | »People Never Done a Good Thing« | 3:07 |
| 14. | »When I Made You Cry«            | 3:49 |
| 15. | »Mad at Nothing«                 | 3:50 |
| 16. | »Saturday Night Again«           | 3:43 |